# سفارة فرنسا في جمهورية الدومينيكان
سفارة فرنسا في جمهورية الدومينيكان هي أرفع تمثيل دبلوماسي لدولة فرنسا لدى جمهورية الدومينيكان. تقع السفارة في سانتو دومينغو وهي تهدف لتعزيز المصالح الفرنسية في جمهورية الدومينيكان.

## وصلات خارجية
- الموقع الرسمي
- قائمة سفارات فرنسا
- قائمة السفارات في جمهورية الدومينيكان